# فايز خضور
فايز علي خَضُّور (1942- 8 مايو 2021)، شاعر سوري ولد في القامشلي ويعود أصله لمدينة السلمية وتوفي في دمشق، مارس العمل الصحفي بين دمشق وبيروت، وله دواوين شعرية عديدة. وهو والد الممثل مهيار خضور.

## سيرته
درس المراحل الأولى من تعلميه في عدة محافظات والأدب العربي ثم تخرّج بشهادة الإجازة في الأدب العربي من جامعة دمشق سنة 1966. مارس التدريس لعام واحد في 1966، ثم عمل في الصحافة الثقافية ما بين دمشق وبيروت، وعمل في إدارة المخطوطات باتحاد الكتاب العرب بدمشق منذ 1972.
بدأ حياته الأدبية في أواخر الخمسينات. ونشر للمرة الأولى في صحف ومجلات سورية ولبنانية وفلسطينية منذ أواخر 1957 وله العديد من المشاركات قي احتفاليات شعرية أدبية في سوريا، وكان عضو جمعية الشعر، وتقاعد منها عام 1996 وعمل في اتحاد الكتاب العرب اعتباراً من 1972 وحتى رحيله، وقد تسلم مهمات أمانة تحرير جريدة الأسبوع الأدبي، والموقف الأدبي بدمشق.

## أعماله الأدبية

### في الشعر
1. الظل وحارس المقبرة، 1966.[7]
2. صهيل الرياح الخرساء، 1970.
3. عندما يهاجر السنونو، 1972.
4. أمطار في حريق المدينة، 1973.
5. كتاب الانتظار، 1974.
6. ويبدأ طقس المقابر، 1977.
7. غبار الشتاء، 1979.
8. الرصاص لا يحب المبيت باكراً، 1980.
9. آداد، 1982.
10. ثمار الجليد، 1984.
11. سلماس، 1986.
12. ديوان فايز خضور، المجلد الأول، 1987.
13. نذير الأرجوان، 1989.
14. ستائر الأيام الرجيمة، 1991.
15. حصار الجهات العشر، 1993.
16. قدارس الهلاك، 1995.
17. مصادفات، 1999

### في النثر
- فضاء الوجه الآخر، مختاران نثرية، 1988.

## كتابات عنه
كتب عماد الدين طالبي مظاهري، رسالة الماجستير بجامعة الفردوسي في إيران تحت عنوان «دراسة شعر الهزيمة (النكسة) في قصائد فايز خضور» أول رسالة في الأدب الانكسار. حاول هذا البحث أن يدرس مظاهر الهزيمة في قصائد الشاعر معتمدًا على المنهج التحليلي - الوصفي ومتأسيا بالأساطير الطبيعية في أشعار النكسة وحاول دراسة مظاهر الدمار والضياع في قصائد فايز خضور .

## وفاته

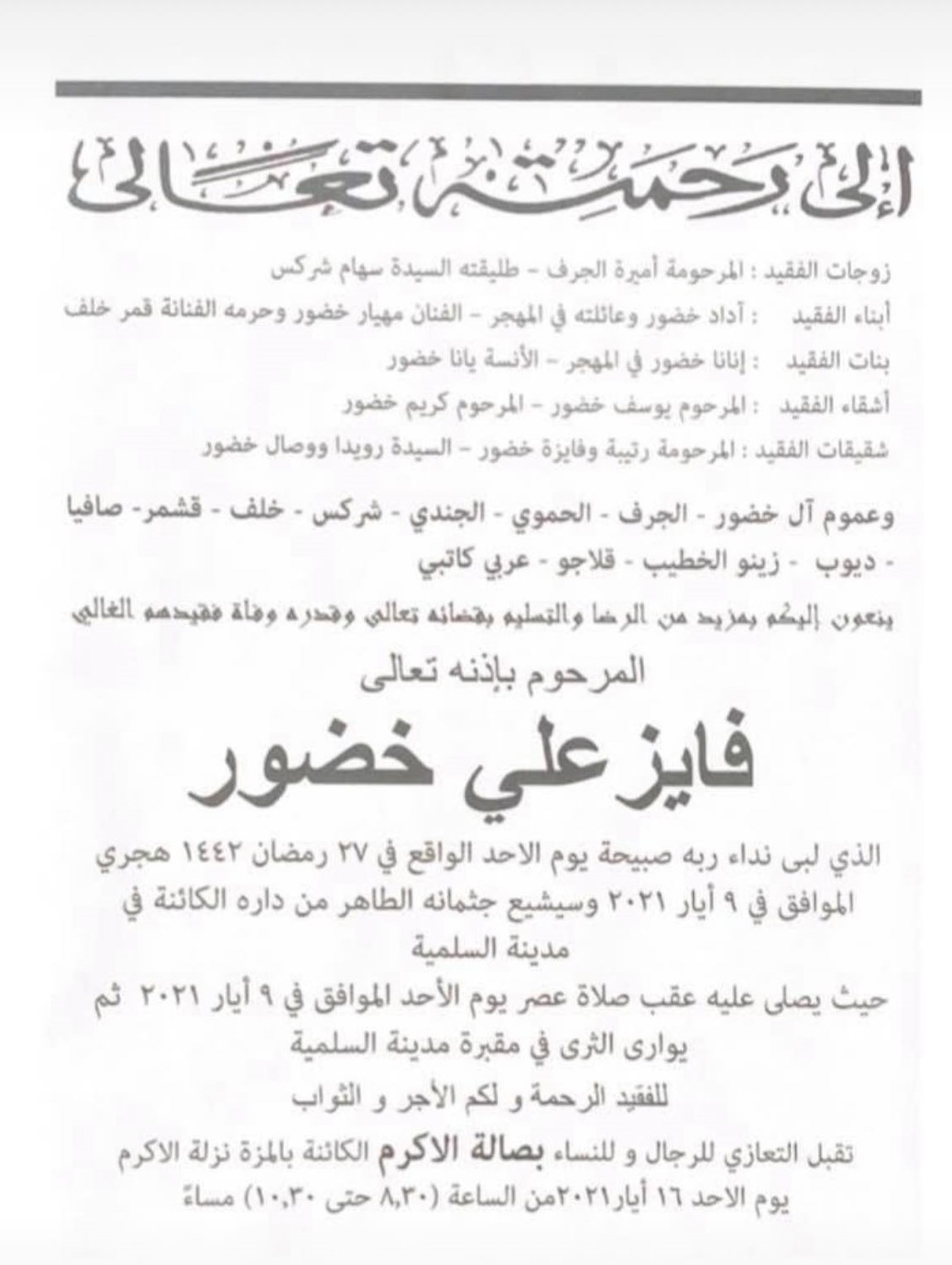
ورقة نعي الشاعر فايز خضُّور

توفي فايز خضُّور في دمشق، صباح يوم الأحد 27 من رمضان 1442هـ الموافق 9 مايو (أيار) 2021م، عن 79 عامًا. وصُلِّي عليه عقب صلاة العصر، ودُفن في مقبرة مدينة السلمية. 